# Werner Pochath
Werner Pochath, pseudonimo di Werner Pochlatko (Vienna, 29 settembre 1939 – Kempfenhausen, 18 aprile 1993), è stato un attore austriaco.

## Biografia
Ha recitato in alcuni film di spaghetti western ed in Piedone l'africano con Bud Spencer. Morì di AIDS nel 1993 assistito sino alla fine dal suo compagno di allora il ballerino John Neumeier, mentre lo medicava per una cirrosi epatica. La tomba è presso il Evangelischen Friedhof di Graz-St. Peter.

## Filmografia parziale

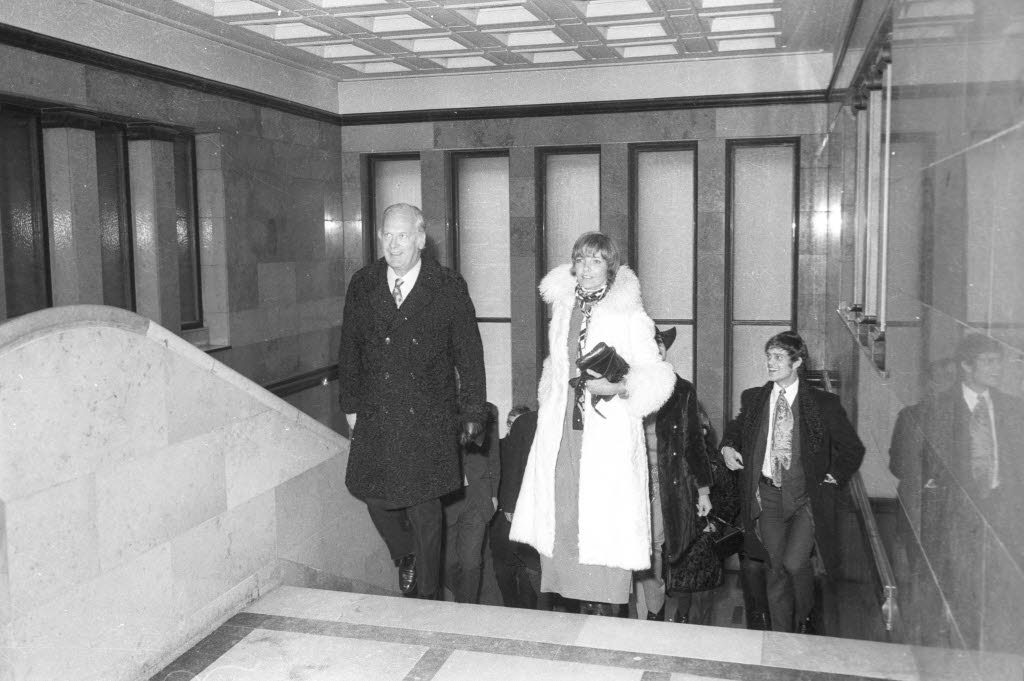
Werner Pochath nel 1970, sulla destra. In primo piano Curd Jürgens e Gila von Weitershausen

- Joko - Invoca Dio... e muori, regia di Antonio Margheriti (1968)
- Il clan di Hong Kong (Die jungen Tiger von Hongkong), regia di Ernst Hofbauer (1969)
- Venere in pelliccia, regia di Massimo Dallamano (1969)
- Il gatto a nove code, regia di Dario Argento (1971)
- L'iguana dalla lingua di fuoco, regia di Riccardo Freda (1971)
- Che c'entriamo noi con la rivoluzione?, regia di Sergio Corbucci (1972)
- La banda J. & S. - Cronaca criminale del Far West, regia di Sergio Corbucci (1972)
- Il ritorno di Zanna Bianca, regia di Lucio Fulci (1974)
- Le malizie di Venere, regia di Massimo Dallamano e Paolo Heusch (1975)
- Gli uomini falco (Sky Riders), regia di Douglas Hickox (1976)
- Kleinhoff Hotel, regia di Carlo Lizzani (1976)
- I soliti ignoti colpiscono ancora - E una banca rapinammo per fatal combinazion, regia di Franz Antel (1977)
- Casanova & Company, regia di Franz Antel (1977)
- Piedone l'africano, regia di Steno (1978)
- Poliziotto senza paura, regia di Stelvio Massi (1978)
- Gigolò, regia di David Hemmings (1978)
- La ragazza del vagone letto, regia di Ferdinando Baldi (1979)
- Il cacciatore di squali, regia di Enzo G. Castellari (1979)
- Vendetta napoletana (Maria), regia di Ernst Hofbauer (1980)
- Il cacciatore di uomini, regia di Jesus Franco (1980)
- Target - Scuola omicidi (Target), regia di Arthur Penn (1985)
- Rage - Fuoco incrociato, regia di Tonino Ricci (1986)
- I giorni dell'inferno, regia di Tonino Ricci (1986)
- Tempi di guerra, regia di Umberto Lenzi (1987)
- Striker, regia di Enzo G. Castellari (1987)
- Thunder 3, regia di Fabrizio De Angelis (1988)
- Quella villa in fondo al parco, regia di Giuliano Carnimeo (1988)
- Ricordi di guerra (War and Remembrance), regia di Dan Curtis – miniserie TV (1988)
- La ragazza di Manila, regia di Bobby A. Suarez
- Nato per combattere, regia di Bruno Mattei (1989)
- Laser Mission, regia di BJ Davis (1990)
- Venti dal Sud, regia di Enzo Doria (1993)

## Doppiatori italiani
Nelle versioni in italiano delle opere in cui ha recitato, Werner Pochath è stato doppiato da:
- Ennio Libralesso in Thunder 3, Quella villa in fondo al parco
- Ugo Pagliai in Joko - Invoca Dio... e muori
- Carlo Valli in Il ritorno di Zanna Bianca
- Pino Colizzi in Piedone l'africano
- Pino Locchi in Nato per combattere
- Stefano Oppedisano in Laser Mission